# Edmond de La Fosse
Edmond de La Fosse, né en 1481 à Abbeville et mort en 1503 à Paris, est un écolier hérétique exécuté à la butte Saint-Roch pour avoir profané des hosties.
Le vendredi 25 août 1503, un écolier de 22 ans nommé Edmond de La Fosse, étant entré dans la Sainte-Chapelle pendant la Grand'Messe, arracha la Sainte Hostie des mains d'un Prêtre qui disait la messe dans la nef et s'enfuit.

Comme il vit qu'on courait après lui, il la mit en pièces dans la cour du Palais devant la chambre des comptes. Il fut arrêté et mis à la Conciergerie.

Dès que la Grand'Messe fut finie, le Prêtre officiant accompagné de tout le Clergé de la Sainte-Chapelle alla processionnellement recueillir ce qui était resté de la Sainte Hostie sur le pavé. On mit durant quelques jours un drap d'or et deux cierges allumés à l'endroit où l'Hostie avait été jetée. Le pavé fut levé, porté avec des morceaux de l'Hostie au Trésor de la Sainte-Chapelle et honoré comme Relique.

Le dimanche suivant, le collège de la Sainte-Chapelle accompagné des quatre ordres Mendiants et des religieux des Mathurins fit une procession solennelle du Saint Sacrement, tant pour la réparation du sacrilège que pour la conversion du coupable.

Le père et la mère  dans l'intervalle vinrent d'Abbeville où ils vivaient en gens de bien et en grand crédit dans le pays. Le père n'ayant pu vaincre l'obstination de son fils, le renia de dépit et voulut même le tuer. La mère mourut d'affliction. 

Edmond de La Fosse eut le poing coupé à l'endroit où l'Hostie avait été rompue, puis la langue coupée et il fut, ensuite, conduit au marché aux Pourceaux où il fut brûlé vif et réduit en cendres. Il avait été assisté jusqu'à la mort par Jean Standonck et deux religieux, l'un jacobin et l'autre cordelier, tous trois docteurs en théologie. Edmond de La Fosse persista jusqu'à la fin à dire qu'il tenait à la loi de nature et on prétendait que son erreur venait d'avoir fréquenté certains écoliers espagnols qui prirent la fuite quand ils surent son attentat.

Les médecins qui avaient visité Edmond de La Fosse l'avaient jugé manique et insensé.
Voici la poésie de Pierre Grognet contant ce fait :
Edmond de La Fosse, escollier

hérétique particulier

avait prins et cierge et chasuble

sainctement en pensée nuble

comme le diable le menoit

et à son voulloir prouvenoit

des mains d'ung prebstre, il osta

la Sainte Hostie et la brisa

dont l'une des parties cheut

près de l'autel dont trop lui mescheut

l'endroit fut ou elle cheut à terre

près de l'autel sainct Pol et sanct Pierre

en la Saincte-Chapelle au lieu

de Parisdédié à Dieu

et l'autre part comme on revelle

près les degrés de la chapelle

tomba, dont par cellui meffaict

en paroles de grant effect

par trop vil et destestables

qu'il disoit trop déraisonnables

contre Dieu fut jugé avoir

le poing couppé pour son debvoir

ce qu'il eust devant les degrés

de celle chapelle et aux grés

du juge eut la langue couppée

et à sa très malle journée

sur tout vif, os, chair, cuyr et peaulx

bruslés aux marches des Pourceaulx.

Ce cas advint un vendredy

vingt cinquième jour en novembre

l'an mil cinq cent et troys, je dy

qui fut pour lui piteux en combre.
— Pierre Grognet